# Буля
Буля (от англ. boule) — монокристаллический слиток, изготовленный синтетическим способом.
Буля кремния является исходным материалом для большинства интегральных схем, используемых сегодня. В полупроводниковой промышленности синтетические були могут быть изготовлены несколькими методами, такими как метод Бриджмена и процесс Чохральского, в результате которого получается цилиндрический стержень материала.
В процессе Чохральского требуется затравочный кристалл для создания большего кристалла, или слитка. Эту затравку опускают в чистый расплавленный кремний и медленно вытягивают. Расплавленный кремний растёт на затравочном кристалле. По мере того, как затравка вытягивается, кремний твердеет и, наконец, образуется большая, цилиндрическая буля.
Полупроводниковый кристалл були обычно режут на круглые пластины с помощью алмазной пилы, и каждая пластина полируется для получения подложек, пригодных для изготовления полупроводниковых приборов на поверхности.
Процесс также используется для создания сапфиров, которые используются в качестве подложек в производстве синих и белых светодиодов и в качестве защитного покрытия для часов.